# Platypalpus tibialis
Platypalpus tibialis är en tvåvingeart som först beskrevs av Stephens 1829.  Platypalpus tibialis ingår i släktet Platypalpus och familjen puckeldansflugor. Inga underarter finns listade i Catalogue of Life.